# Килиер
Килиер (якут. Килиэр), Атах-Юрях — село в Олёкминском районе Республики Саха (Якутия) России. Входит в состав Кяччинского наслега.

## География
Село находится в юго-западной части Якутии, у озера Атах-Кюёль, в 179 километрах от города Олёкминска, административного центра района.
Климат
Климат характеризуется как резко континентальный. Средняя температура воздуха самого тёплого месяца (июля) составляет 18 °C; самого холодного (января) — −30 − −35 °C. Среднегодовое количество атмосферных осадков составляет 200—300 мм.

## История
Согласно Закону Республики Саха (Якутия) от 30 ноября 2004 года N 173-З N 353-III село вошло в образованное муниципальное образование Кяччинский наслег.

## Население
| 2002 | 2010 | 2021 |
| ---- | ---- | ---- |
| 6    | ↘4   | ↘0   |

Национальный состав
Согласно результатам переписи 2002 года, в национальной структуре населения русские и якуты (саха) составляли по 50 % от общей численности в 6 жит..

## Транспорт
Не имеет круглогодичного автотранспортного сообщения (Приложение № 1 к Указу Главы Республики Саха (Якутия) от 14 апреля 2020 г. № 1119).